# Daichi Kobayashi
Daichi Kobayashi (japanisch 小林 大智 Kobayashi Daichi; * 7. Januar 1999 in der Präfektur Osaka) ist ein japanischer Fußballspieler.

## Karriere
Daichi Kobayashi erlernte das Fußballspielen in der Jugendmannschaft des Kemmei SC, in der Schulmannschaft der Sakuyo High School sowie in der Universitätsmannschaft der Momoyama Gakuin University. Seinen ersten Vertrag unterschrieb er im Februar 2021 bei Vanraure Hachinohe. Der Verein aus Hachinohe, einer Hafenstadt in der Präfektur Aomori im Nordosten von Honshū, spielte in der dritten japanischen Liga, der J3 League. Sein Profidebüt gab Daichi Kobayashi am 14. März 2021 (1. Spieltag) im Auswärtsspiel gegen den FC Gifu. Hier stand er in der Startelf und spielte die kompletten 90 Minuten. Nach zwei Spielzeiten, in denen er 15 Ligaspiele bestritt, wechselte er im Januar 2023 zum Viertligisten Kōchi United SC. Am Ende der Saison 2024 wurde er mit dem Verein Vizemeister und qualifizierte sich für die Aufstiegsspiele zur dritten Liga. Hier konnte man sich gegen den Drittligisten YSCC Yokohama durchsetzen und stieg somit in die dritte Liga auf.

## Erfolge
Kōchi United SC
- Japanischer Viertligavizemeister: 2024  ▲